# Trevor Marshall
Pour les articles homonymes, voir Marshall.
Trevor G. Marshall, PhD, né en 1948 à Adélaïde (Australie), est chercheur en biomédecine. Il est à l’origine du « Protocole Marshall », un protocole thérapeutique qu'il a inventé et qui est censé traiter des maladies chroniques telles que la sarcoïdose, le syndrome de fatigue chronique (CFS) et l’arthrite rhumatoïde grâce à une association d'un antibiotique et d'un inhibiteur du récepteur de l’angiotensine II,,. Ce protocole est expérimental, son efficacité n'a pas été démontrée scientifiquement, et il n'a pas été validé par la communauté médicale. D'après Marshall, ces maladies répondraient à son traitement car elles seraient dues à des bactéries « L-Form » (ou des bactéries aux parois cellulaires défectueuses, nommées en anglais : Cell Wall Deficient bacteria). Pendant le traitement, le patient doit éviter la vitamine D.

## Son parcours professionnel et début de son travail en médecine
Trevor Marshall commença ses études supérieures par une licence et une maîtrise en Ingénierie Électrique (1978).
Durant ses études, il enseigne en Papouasie-Nouvelle-Guinée pendant une année avant de rejoindre le personnel de la Western Australian Institute of Technology (aujourd’hui The Curtin University) en 1975.
Après avoir obtenu sa maîtrise, il vient à l’University of Western Australia où il commence sa recherche doctorale en biomédecine. Pendant cette période, il étudie le diabète et l’infertilité au Sir Charles Gairdner Hospital. Sa recherche s’oriente vers la description d’un nouvel emploi de la LHRH dans le traitement de la cryptorchidie ainsi que de la stérilité masculine et féminine,.
En 1982, M. Trevor Marshall s’installe en Californie tout en poursuivant sa recherche en tant que 'Visiteur Scientifique' auprès du service chirurgical du Hospital for Sick Children de Toronto, qui durant cette époque était à la pointe de la recherche en pédiatrie sur le diabète. Cette collaboration est à l’origine d’un article sur « les technologies d’infusion d’insuline » et de sa thèse doctorale, le « Modelling and Simulation in Diabetes Care » qu’il effectua en Ingénierie et Modélisation à l’University of Western Australia en 1984.

## Son intérêt pour la sarcoïdose
Durant ses études universitaires dans les années 1970, Trevor Marshall découvrit qu’il était atteint de la sarcoïdose. Pour mieux connaître sa propre maladie, il poursuivit ses recherches doctorales dans ce domaine.
La sarcoïdose est une maladie granulomateuse systémique qui restreint la fonctionnalité des poumons, et qui a un impact négatif sur les nodules lymphatiques et d’autres organes. La maladie, le plus souvent bénigne, peut parfois être mortelle entre 10 et 20 ans après son diagnostic,. Même aujourd’hui, cette maladie fait partie des maladies d’origine inconnue pour lesquelles il n’existe pas de traitement curatif spécifique. La sarcoïdose est une maladie autoimmune, c’est pourquoi celle-ci est traitée par des médicaments immuno-suppresseurs incluant les corticoïstéroïdes.

### La vitamine D et la sarcoïdose
Durant son séjour en Papouasie-Nouvelle-Guinée en 1974 en tant qu’enseignant, Marshall commence à remarquer l’interaction entre ses expositions au soleil et l’aggravation des symptômes de sa maladie. Pendant plusieurs dizaines d’années, il va déterminer le rôle crucial de la vitamine D provenant du rayonnement incident sur l’état de santé du patient.
En 1999, après avoir découvert que certains malades de la sarcoïdose, prenant des médicaments connus pour leur fonction d’inhibiteurs du récepteur de l’angiotensine, avaient développé des réactions neurologiques, il commence à s’intéresser à la classe de médicaments connus sous le nom d’inhibiteur de l’Angiotensine II (« ARB’s »), plus particulièrement les récepteurs antagonistes de l'angiotensine. En 2001, afin de se concentrer entièrement sur cette réaction, il prend un congé sabbatique.
Ses recherches lui permettent de conclure que ces symptômes inattendus, survenant chez les malades de la sarcoïdose qui étaient sous traitement des ARB’s, étaient directement liés au système immunitaire.
Quelques années plus tard, en 2006, par l’emploi de la génomie moléculaire (génome) et des modèles mathématiques, il montre comment les ARB’s pourraient modeler les récepteurs nucléaires du système immunitaire. Ses modèles montrent comment le récepteur de la vitamine D (VDR) doit être activé pour permettre au corps d’initier la bonne réponse innée du système immunitaire.
Il effectue d’autres études en modélisation moléculaire afin de mieux comprendre l’effet exact des métabolites de la vitamine D sur le VDR. Il permet de découvrir que l’hydrovitamine D – 25 (25D OH) qui agit comme un stéroïde, s’attache au récepteur, le désactive et ferme la première ligne de défense du corps contre une infection intracellulaire.

### Bactérie dans la sarcoïdose
En 2001, Trevor Marshall lit un rapport de M. K. Nilsson sur la présence du matériel génétique de la « Rickettsia helvetica » dans les granulomes de deux patients morts de la sarcoïdose. Ce rapport ainsi que d’autres rédigés par la microbiologiste Lida H. Mattman et les docteurs Emil & Barbara Wirostko l’amènent à la conclusion que des bactéries intra-phagocytaires  L-form pourraient être responsables du processus biochimique typique de la sarcoïdose.
La même année, M. Trevor Marshall publie « Une pathogénie pour la sarcoïdose » suivi en 2004 par une étude définitive dans Autoimmunity Review : « la sarcoïdose succombe aux antibiotiques ».

### Un traitement qui prend forme
Dans son article en 2004, Marshall montre que les patients atteints d’une maladie autoimmune possèdent une faille corrigeable du système immunitaire qui est occasionnée par une dysrégulation de la vitamine D. Selon T. Marshall, cette dysrégulation permet la lente prolifération des bactéries mutantes, connues sous le nom de bactérie L-Form.
Enfin dans son article, le chercheur démontre comment tout un ensemble de maladies chroniques qu’il nomme « les maladies de type Th1 », seraient issues de la même pathogénèse bactérienne que la sarcoïdose. Ainsi, dans chaque maladie de type Th1, le relargage des cytokines Th1 serait dû directement à la biochimie phagocytique des bactéries L-Form,.
Trevor Marshall émet l'hypothèse que le système immunitaire de ces malades serait susceptible de se rétablir avec le traitement suivant :
1. Prise de l'ARA-II Benicar ou Olmetec (Olmésartan),
2. Évitement de toute source de vitamine D exogène, présente dans les apports alimentaires et/ou catalysée par l’exposition au soleil et à la lumière vive,
3. Emploi pulsé d’antibiotique à faible dose.

Ce traitement permettrait au système immunitaire de détruire les bactéries L-Form en provoquant un changement temporaire de l’immunopathologie du patient.
Marshall a alors la certitude que le relargage de cytokines et d’endotoxines générées par cette réaction peut provoquer une augmentation des symptômes de l’inflammation de type Th1, passés ou actuels.
Ces concepts deviennent les points fondamentaux du traitement Marshall pour la maladie Th1. Ce traitement est appelé le « Protocole Marshall ».

### Les sites Web dédiés à son étude clinique
En 2002 afin d’étudier l’emploi du protocole Marshall en tant que traitement curatif de la sarcoïdose, Marshall développe le site web Sarcinfo.com.
Les témoignages des patients suivant l’épreuve clinique permettent de confirmer que presque tous les patients connaissent une forte réaction immunopathologique après la prise des antibiotiques.
En 2004, dans le but d’élargir son étude et d’étendre son étude clinique à toutes les maladies de type Th1, Trevor Marshall crée un nouveau site web, MarshallProtocol.com. Les adhérents du site qui suivent le protocole sont atteints de maladies telles que le syndrome de fatigue chronique, la polyarthrite rhumatoïde, le diabète juvénile, la maladie de Charcot (maladie de Lou Gehrig) et le lupus.
En juillet 2007, le site compte 4 500 adhérents et plus de 107 000 messages. Un certain nombre de patients rapportent une disparition de leurs symptômes. Un rapport détaillant ces chiffres est présenté lors de la conférence de 2006 « Days of Molecular Medicine ».

## La Fondation et son travail actuel
La Autoimmunity Research Foundation, dont le siège est situé en Californie, est créée par le chercheur Trevor Marshall en 2004. Les dirigeants et bénévoles de l’association travaillent pour :
1. promouvoir le pathogénèse Marshall auprès des médecins et des malades,
2. communiquer avec les chercheurs,
3. gérer les sites Web d’études : MarshallProtocol.com et Sarcinfo.com,
4. obtenir les approbations des médicaments orphelins auprès de la FDA concernant le Protocole Marshall[27].

En mars 2006, Trevor Marshall est invité à présenter son traitement, en tant que ‘Professeur invité’, par le Centre d’évaluation des médicaments de la FDA.
Dans la même année, il publie, en collaboration avec plusieurs auteurs, un chapitre sur la dysrégulation de la vitamine D dans le livre Vitamin D: New Research.
Il organise deux colloques sur le traitement des maladies chroniques : le premier en 2005 à Chicago intitulé Recovering from Chronic Disease et le deuxième à Los Angeles en 2006 intitulé Sarcoidosis, Autoimmunity, AIDS & Cancers: Recovering from Chronic Disease.
En 2007, Trevor Marshall bénéficie d'une chaire à la School of Biological Sciences and Biotechnology à l'université Murdoch.
En avril 2008, le professeur Trevor Marshall est invité au Karolinska Institut pour y présenter sa recherche et son étude clinique dans la revue de Harvard Les jours de la Médecine Moléculaire 2008 voir pages 54, 56 et 66.
Fin juin 2008, il participe aux conférences sur « les Maladies de l'âge » à l'UCLA.
Du 10 au 14 septembre 2008, le professeur Trevor Marshall prend part au 6th International Congress on Autoimmunity à Porto (Portugal) durant lequel il présente son étude sur le VDR Receptor Competence induces Recovery from Chronic Autoimmune Disease ainsi que le docteur Greg Blaney,, la biologiste Amy Proal, auteur du site Bacteriality.com et le capitaine Tom Perez, ex-capitaine à la Commission du Centre d'évaluation de recherche et des médicaments FDA.
Du 5 au 7 décembre 2008, le deuxième World Congress of Gene, à Foshan Chine, réunit 3 locuteurs principaux : le prix Nobel de Chimie 2004, le DrAvram Hershko, le président et professeur du département Biosciences & Nutrition au Karolinska Institut de Suède, le Dr Jan-Åke Gustafsson et le Dr Trevor Marshall qui présenta sa recherche The Marshall Protocol in a Clinical Environment.